# 铜钟街道
铜钟街道，是中华人民共和国辽宁省铁岭市银州区下辖的一个乡镇级行政单位。

## 行政区划
铜钟街道下辖以下地区：
富强社区、北市社区、铁阀社区、利民社区、白塔社区、明珠园社区和铜钟社区。